# 郭昌 (武定侯)
郭昌（15世纪—1461年），明朝开国武将郭英和妾室何氏的曾孙，郭镇和永嘉公主之孙，郭珍之子。第四位武定侯。
郭英的武定侯爵位在永乐年间因事停袭。庶次子郭铭之女郭氏在明仁宗登基后，为贵妃。其弟郭玹以“戚恩”袭武定侯。宣德十年（1434年），明英宗继位后，郭英庶长子郭镇的妻子、郭昌的祖母永嘉公主即以“勋旧”之义，为郭珍与郭玹争夺武定侯爵位:59—61。当时的明廷并不支持郭珍夺爵，并回信批评永嘉公主:20。正统十二年（1447年），郭玹逝世。父亲郭珍与郭玹之子郭聪相互参奏，争夺爵位。同年，父亲郭珍逝世:20，至死未能获得爵位。
父亲郭珍逝世后，以张辅为首的大臣支持郭聪袭爵。但明英宗仅赐给郭聪官职，未允许任何一人袭爵:20。经过多年争夺后，天顺元年（1457年），郭昌承袭武定侯。当时，有多位长期停袭或降等的侯爵恢复爵位。当代研究者认为，这是明英宗在奪門復辟后，为巩固地位收买人心的举措。郭聪的反对意见，被左军都督府和都察院拒绝:21。
天顺三年（1459年）夏四月，其弟郭昭为承袭爵位，贿赂驸马赵辉、崇信侯费钊诬告郭昌不孝。郭昌入锦衣卫牢狱。郭昌妻子曳氏和妾室许氏抱着幼子郭良在狱中接受审问。郭昌在出狱后不久的天顺五年（1461年）二月逝世:21—22。
郭昌逝世后，他的妻子曳氏请求明廷让庶子郭良承袭武定侯。明廷要求郭良成年后再承袭爵位，并每月给米二石。郭玹之子郭聪又称郭良为郭昌奸生子:22、无资格袭爵，开始新的武定侯袭爵争夺。